# Cobubatha pinax
Cobubatha pinax là một loài bướm đêm trong họ Noctuidae.